# Сітьково (Велізький район)
Сітьково (рос. Ситьково) — присілок Велізького району Смоленської області Росії. Входить до складу Сітьковського сільського поселення.
Населення — 202 особи (2007 рік) .